# Tràsil de Rodes
Tràsil de Rodes (en grec antic Θράσυλλος, Θράσυλος Thrasyllos, Thrasylos), conegut també com a Tiberius Claudius Thrasyllus, va ser un astròleg grec nadiu d'Alexandria i instal·lat a  Rodes, que es va fer amic de Tiberi mentre aquest estava exiliat a l'illa. La seva amistat va continuar després.
Es diu que Tiberi, durant un passeig per Rodes el va portar prop d'unes roques per tal d'estimbar-lo si veia que no deia la veritat, i li va preguntar sobre el seu futur. Després de sentir la resposta, impressionat perquè Tràsil li va predir l'Imperi i li va dir que la seva pròpia mort la veia propera a la seva mà, va quedar convençut de la realitat del seu art i el va perdonar.
El va acompanyar a Roma quan fou cridat per August i sembla que va viure sempre prop de Tiberi en endavant. Tràsil va obtenir de l'emperador la ciutadania romana, i va passar a anomenar-se Tiberius Claudius Thrasyllus. És possible que Tiberi intervingués en el seu casament amb la princesa Aka II de Commagena, neta o besneta del rei Antíoc I de Commagena i germà d'Eunia, que es va casar amb el prefecte Nevi Sertori Macró. El matrimoni es va celebrar cap a l'any 2 dC. Les relacions de Tràsil amb la família imperial van ser bones, a excepció de les que tenia amb Drus, fill de Tiberi. Sembla que va existir una aliança entre Tràsil i Sejà, especialment en front de les aspiracions de Drus a l'imperi, que van provocar el seu assassinat l'any 23 dC. Però quan Sejà va començar a projectar la seva ascensió a l'imperi, Tràsil es va negar a trair Tiberi i el va abandonar.
Tiberi era un gran col·leccionista d'horòscops, quan es referien a personatges notables, i segons els resultats de les anàlisis que feia Tràsil, es desfeia dels que estaven destinats a ocupar llocs importants. Tant Suetoni com Dió Cassi diuen que l'habilitat de Tràsil va impedir la mort de moltes persones, que l'emperador hauria assassinat d'haver conegut veritablement el que en deien els horòscops. Quan Tiberi li va preguntar pel seu successor, Tràsil li va dir que Calígula tenia tantes possibilitats de ser emperador com de travessar a cavall el Sinus Baianus. Potser per això, Calígula va fer aixecar l'any 39 un gran pont per creuar aquesta badia.
Sembla que Tràsil va ser autor de diversos llibres sobre pitagorisme i platonisme, que el segle II dC encara eren consultats. Porfiri els considerava els millors entre els d'aquests temes. Va morir el 36, un any abans que Tiberi.
El seu fill, Tiberi Claudi Balbili, el va succeir en l'ofici d'astròleg i es diu que va predir l'imperi a Neró.